# Hjortespring
 Ikke at forveksle med Hjortekær.
Hjortespring er en bydel i Storkøbenhavn, der ligger i den nordlige del af Herlev Kommune, og grænser op til Egebjerg, Bagsværd og Hareskovby. Indtil 1960'erne var Hjortespring et landligt område, men blev siden udbygget med almene boliger og villaer.
Bydelen er stort set sammenfaldende med et af landets mere folkerige sogne, Lindehøj Sogn.
Herlev Kommunes byvåben har en springende hjort som det ene af to symboler.

## Hjortesprings historie

### Landsbyen Tubberup
Hvor Hjortespring ligger, lå tidligere landsbyen Tubberup, hvis navn i dag genfindes i vejnavnene "Tibberup allé" og "Tibbevangen". Tubberups oprindelse kendes ikke, men Tubberup omtales i kilder så langt tilbage som 1370 under navnet Tuberup, 1364 under navnet Tubestrup og 1222 under navnet Tubetorp. Den tidligst kendte omtale er et brev fra 1186 hvor Tibberup, Herlev og et par andre landsbyer af ærkebiskop Absalon underlægges bispestolen i Roskilde. Tubberup blev svært skadet under Svenskekrigene og blev nedlagt i årene efter 1672, hvor Christian V overdrog landsbyen til overjægermester og gehejmeråd Vincents Hahn.

### Godset Hjortespring
Vincents Hahn opbyggede i 1672 et gods på stedet og navngav det "Hjortespring", da området skulle bruges til jagt. I 1738 blev det købt af kronen. Godsets hovedbygning blev revet ned og jordene blev brugt til græsning for militærets heste.

### 17- og 1800-tallet
I slutningen af 1771 blev området udstykket i 11 gårde. På den tid boede der i Hjortespring 85 mennesker. I starten af 1800-tallet blev flere af gårdene i Hjortespring lagt sammen til forholdsvis store gårde, bl.a. Gammelgård (hvor hovedbygningen stadig findes), Søgård og Lærkegård. De to sidste blev i 1860'erne sammenlagt under det nye gods Lille Birkholm.

### Lille Birkholm
I 1975 blev Lille Birkholm revet ned for at give plads til et plejecenter. Centeret blev dengang navngivet "Lille Birkholm" efter godset, og hovedbygningens spir blev sat op i en lille park foran ceneret. Plejecenteret har siden ændret navn til "Hjortegården", og et andet plejecenter "Lærkegården" er kommet til.

## Grønne områder
En del af Hjortespring er landzone, et områder der betegnes "Hjortespringkilen", hvoraf noget er udlagt til landbrug og resten rekreativt område. Her ligger Smør- og Fedtmosen med vild bevoksning, og her dannes grænsen til Bagsværd og Hareskovby af Værebro Å, som på dette stykke også kaldes "Tibberup å" (se nedenfor). Åen danner nordgrænse for både Hjortespring og Herlev kommune. Her ligger desuden "Træbanken", som indtil 1992 var ejet af Københavns Kommune, og blev brugt til dyrkning af træer til kommunens veje, parker og institutioner. Træbanken er i dag en botanisk park, og rummer mange af de mest almindelige træer og buske i Danmark .

## Byområdet Hjortespring i dag
Byområdet Hjortespring består i dag af 3 delområder
- Det oprindelige Hjortespring omkring Gammel Klausdalsbrovej som har udviklet sig ud fra den gamle Hjortespring landsby. Her findes lidt ældre boliger og serviceerhverv omkring Gammel Klausdalsbrovej. Den vestlige del af dette "gamle" Hjortespring er i dag udviklet til parcelhusområde, mens det østlige område (hvor der tidligere var landbrug under godset Lille Birkholm) er udbygget med almene etageboliger (kaldet "Hjortegården", tidligere "Herlev 44"[9])
- Hjortespringkilen, der hovedsageligt er et stort grønt område med golfbane, rideskoler, svømmehal og andre sportsfaciliteter. Her ligger også plastfabrikken Papyro-Tex[10], og et par mindre områder med parcelhuse.
- Området nord for Ring 4: Et ældre parcelhusområde udbygget allerede i 50'erne og 60'erne. Ligger mellem de navngivne områder Egebjerg og Hareskovby, men har ikke noget eget navn. Nordligst, i moseområdet Sortemosen, som har givet navn til områdets gennemgående vej Sortemosevej, ligger en bebyggelse af almene boliger, 2 etagers træhuse med fladt tag, som populært kaldes "Cowboybyen"[11]. Desuden findes her det lidt ældre område med almene boliger i 1 etage, "Egeløvparken".